# Антоанета фон Сакс-Кобург-Заалфелд
Антоанета Ернестина Амалия фон Саксония-Кобург-Заалфелд (на немски: Antoinette Ernestine Amalie von Sachsen-Coburg-Saalfeld; * 28 август 1779, Кобург; † 14 март 1824, Санкт Петербург, Русия) от рода на Ернестинските Ветини, е принцеса от Саксония-Кобург-Заалфелд и чрез женитба херцогиня на Вюртемберг. Тя е прародител на днешния католически Дом Вюртемберг. Тя е по-голяма сестра на белгийския крал Леополд I и леля на кралица Виктория и нейния съпруг принц Алберт.

## Живот
Тя е втората дъщеря на херцог Франц I фон Саксония-Кобург-Заалфелд (1750 – 1806) и втората му съпруга графиня Августа Ройс Еберсдорф (1757 – 1831), дъщеря на граф Хайнрих XXIV фон Ройс-Еберсдорф (1724 – 1779) от род Дом Ройс. Сестра е на Леополд I (1790 – 1865), от 1831 крал на белгийците, Юлияна (1781 – 1860), „Анна Фьодоровна“, омъжена 1796 г. (разв. 1820) за велик княз Константин Павлович (1779 – 1831), Ернст I (1784 – 1844), който е баща на принц Алберт, и на Виктория (1786 – 1861), която е майка на кралица Виктория.
Антоанета се омъжва на 17 ноември 1798 г. в Кобург за херцог/принц Александер фон Вюртемберг (1771–1833), осмият син на херцог Фридрих Евгений II (1732 – 1797) и съпругата му маркграфиня Фридерика Доротея фон Бранденбург-Швет (1736 – 1798). Неговият брат Фридрих I е от 1806 г. първият крал на Вюртемберг. Сестра му София Доротея Августа (Мария Фьодоровна) (1759 – 1828) е омъжена 1776 г. за руския император Павел I. Сестра му Елизабет Вилхелмина Луиза (1767 – 1790) е омъжена 1788 г. за император Франц II (1768 – 1835).
Двамата живеят в Русия, където съпругът и като чичо на царете Александър I и Николай I прави военна и политическа кариера.
Тя умира на 14 март 1824 г. на 44 години в Санкт Петербург, Русия, и е погребана в княжеската гробница на дворец Фриденщайн в Гота, където лежат също нейният съпруг и умрелите им като млади синове Паул и Фридрих.

## Деца
Антоанета и Александер фон Вюртемберг имат пет деца:
- Мария фон Вюртемберг (1799 – 1860), омъжена 23 декември 1832 г. в Кобург за херцог Ернст I фон Саксония-Кобург и Гота (1784 – 1844)
- Паул (1800 – 1802)
- Александер Фридрих Вилхелм (1804 – 1881), руски генерал, женен I. на 17 октомври 1837 г. за принцеса Мария Орлеанска (1813 – 1839), дъщеря на френския крал Луи-Филип (1773 – 1850), II. на 11 юни 1868 г. в Байройт (морганатичен брак) за Катарина Амалия Пфенигкойфер, фрау фон Майернберг (1829 – 1915)
- Ернст (1807 – 1868), руски генерал, женен на 21 август 1860 г. в Хамбург за Наталия Ешборн от 1860 „фон Грюнхоф“ (1836 – 1905)
- Фридрих (1810 – 1815)